# Lizardo Alzamora Porras
Pour les articles homonymes, voir Porras.
Lizardo Alzamora Porras, né à Lima le 30 décembre 1928 et mort le 27 août 2021, est un homme politique péruvien, maire de Lima de 1973 à 1975.